# Palomino

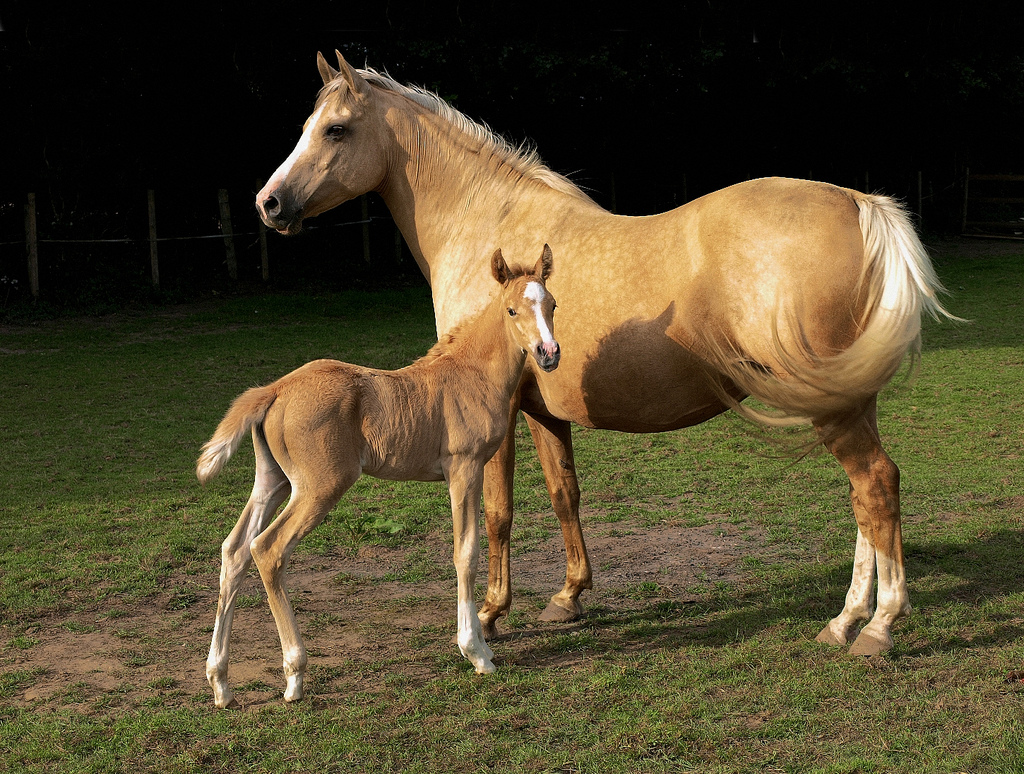
Typický Palomino

Palomino je název pro typ vzhledu některých plemen koní a poníků. Typickým znakem je zlatá srst a bílý ocas. Průměrná výška palomina je 14,1 až 16 pěstí (143,2–162,5 cm). Ve Španělsku se palomino často nazývá Isabela — podle královny, která podporovala chov koní této barvy.
Chov takto zbarvených koní je velmi populární například v Americe, na Islandu a ve Španělsku. Často také účinkovali ve filmech z let 1940–1950.